# Kuća Štambuk-Paloc u Selcima
Kuća Štambuk-Paloc je ruševina u Selcima na Braču.

## Opis
Kamena dvokatnica podignuta 1869. sučelice crkvi Krista Kralja u Selcima. Reprezentativnu građevinu podigla je obitelj, ugledni trgovci i kamenoklesari te vlasnici lokalnih kamenoloma. Neoklasicistička zgrada građena je kamenim blokovima s finim sljubnicama i ukrašena bogatom arhitektonskom plastikom te balkonima na prvom i drugom katu. Na zapadnoj strani je središnji luminar s uklesanom godinom gradnje. Vrsni je primjer bračkog kamenoklesarskog umijeća, ali je teško oštećena prilikom talijanskog paleža Selaca 1943. i nikad nije obnovljena.

## Zaštita
Pod oznakom P-4445 bila ke zavedena je kao nepokretno kulturno dobro - pojedinačno, pravna statusa preventivno zaštićenog kulturnog dobra.